# Iločka utvrda
Iločka utvrda je obrambena struktura iz 15. stoljeća oko starog dijela grada Iloka u Hrvatskoj. Sagrađena je za zlatnog doba grada Iloka. 
Vlasnik grada u vrijeme gradnje bio je njegov najpoznatiji vlasnik Nikola Iločki (1410. – 1477.), moćni hrvatsko-ugarski velikaš i pretendent na kraljevsku krunu, ban Hrvatske, Slavonije i Mačve, vojvoda od Transilvanije te kralj Bosne. Zidine su očuvane i danas. Tvrđava je masivna, visoka i duga. Zbog nje i drugih građevina u jezgri iločka srednjovjekovna jezgra zaštićeni je kulturno-povijesni kompleks najviše kategorije.
Izduženi nepravilni oblik utvrde je zbog konfiguracije terena na kojemu je nastala. Srednjovjekovna vrela spominju je i pod imenom Vylak. Smještena je iznad desne obale Dunava na brježuljku. Predstavlja utvrđeni, gornji dio grada u kojemu je živio feudalac. Ispod nje bio je donji grad (suburbium, podgrađe) u kojemu su živjeli građani i koji je bio središte gospodarskog života Iloka. Čvrste zidine koje su opasavale utvrdu i danas su najveći fortifikacijski sklop u kontinentalnoj Hrvatskoj. Zidine su izvorne ukupne dužine oko 1350 metara. Na zidinama su raspoređene manje kule obla i pravokutna oblika. Udaljene su jedne od druge tik unutar dometa strijele. Ulazni sustav u utvrdu činili su barbakan s dvojim vratima, iznad kojih su bili karakteristični tornjići. Ispred vrata nalazila se još jedna manja utvrda. Na nju se spuštao pokretni most. Unutar utvrde su dvije vrste građevina, stambene burg Kontovaca i raskonšna palača Iločkih) i sakralne namjene. 
Obnova utvrde bila je u 15. stoljeću. Slavni Nikola Iločki podigao je tad svoj novu, dvokatnu četverokrilnu palaču u zapadnom dijelu grada. U Iloku su i prije Nikole Iločkoga postojale fortifikacijske građevine, ali za njegove vladavine Ilok se opasuje zidinama s četrnaest kula. U Iloku je tad bila i Nikolina kovnica novca. Razlog ovako opsežne, razvijene i raskošne izgradnje je što je Nikola Iločki nosio kraljevske naslove, pa je Ilok građen kao glavni grad kraljevine. Zbog toga se iločku utvrdu ne smije smatrati tek kao naselje ili burg, nego kao utvrđeno kraljevsko sjedište s palačom, dvorskom kapelom, župnom crkvom, franjevačkim samostanom, starim burgom, gospodarskim i sličnim objektima. Izvan utvrde je bilo naselje vrste civitas i odvojeno je bilo utvrđeno. Zbog sličnosti s praškim Hradčanima i budimskom kraljevskom utvrdom, naselje preko Dunava (Bačka Palanka) u 15. st. nazvana je Malom Peštom.

## Vanjske poveznice
- Ilok, utvrda Hrvatska tehnička enciklopedija, portal hrvatske tehničke baštine. LZMK